# Tenax (equip ciclista)
L'equip Tenax, conegut anteriorment com a Brescialat, Liquigas-Pata o Cage Maglierie, va ser un equip ciclista irlandès, d'origen italià, de ciclisme en ruta que va competir entre 1994 a 2007.

## Història
L'equip es fundà el 1994, amb el nom de Brescialat-Ceramiche Refin, ja participant al Giro d'Itàlia i a la Volta a Espanya al primer any.
El 1995, el director esportiu Primo Franchini deixa l'equip, juntament amb el segon patrocinador, per establir el Refin-Cantina Tollo. Arriben les primeres victòries al Giro i la primera participació en el Tour de França. El 1999 Brescialat deixa el patrocini i és substituït per Liquigas durant tres anys.
El 2002 queda com a principal patrocinador Cage Maglierie, fins que el 2003 ja passa a ser de Tenax. A partir de l'entrada de l'UCI World Tour l'equip passa a ser Continental Professional podent participar en el circuits continentals. Alhora l'equip passa a tenir llicència irlandesa.
Desapareix després de la temporada 2007.
No s'ha de confondre aquest equip amb el Liquigas.

## Principals resultats

### Curses per etapes
- Tirrena-Adriàtica: 2001 (Davide Rebellin)
- Tour del Mediterrani: 2001 (Davide Rebellin)
- Setmana Ciclista Llombarda: 2001 (Serhí Hontxar)

### A les grans voltes
- Giro d'Itàlia
  - 10 participacions (1994, 1995, 1996, 1997, 1998, 1999, 2000, 2001, 2003, 2004)
  - 7 victòries d'etapa:
    - 2 el 1995: Filippo Casagrande, Mariano Piccoli
    - 1 el 1997: Roberto Sgambelluri
    - 1 el 1998: Mariano Piccoli
    - 1 el 2000: Cristian Moreni
    - 2 el 2001: Ellis Rastelli, Denis Zanette

  - 0 classificacions finals:
  - 3 classificacions secundàries:
    -  Gran Premi de la muntanya: Mariano Piccoli (1995, 1996)
    -  Classificació per punts: Mariano Piccoli (1998)
- Tour de França
  - 2 participació (1995, 1996)
  - 0 victòries d'etapa:
  - 0 classificacions secundàries:
- Volta a Espanya
  - 5 participacions (1994, 1997, 1998, 1999, 2000)
  - 2 victòries d'etapa:
    - 1 el 1997: Mariano Piccoli
    - 1 el 1999: Cristian Moreni

  - 0 classificacions secundàries:

### Campionats nacionals
- Campionat de Suïssa en ruta (1): 1994 (Felice Puttini)
- Campionat de Moldàvia en ruta (1): 1998 (Ruslan Ivanov)
- Campionat de Moldàvia en contrarellotge (1): 1998 (Ruslan Ivanov)
- Campionat del Kazakhstan en ruta (1): 1999 (Andrei Teteriuk)
- Campionat d'Ucraïna en contrarellotge (2): 2000, 2001 (Serhí Hontxar)
- Campionat d'Eslovènia en ruta (1): 2001 (Gorazd Štangelj)
- Campionat d'Eslovènia en contrarellotge (1): 2004 (Dean Podgornik)

## Classificacions UCI
Fins al 1998 els equips ciclistes es trobaven classificats dins l'UCI en una única categoria. El 1999 la classificació UCI per equips es dividí entre GSI, GSII i GSIII. D'acord amb aquesta classificació els Grups Esportius II són la segona divisió dels equips ciclistes professionals.
| Temporada | Classificació per equips | Millor ciclista en la classificació individual |
| --------- | ------------------------ | ---------------------------------------------- |
| 1995      | 17è                      | Massimo Podenzana (53è)                        |
| 1996      | 27è                      | Marco Milesi (179è)                            |
| 1997      | 18è                      | Wladimir Belli (46è)                           |
| 1998      | 22è                      | Marco Serpellini (31è)                         |
| 1999      | 5è (GSII)                | Andrei Teteriuk (95è)                          |
| 2000      | 12è (GSI)                | Davide Rebellin (7è)                           |
| 2001      | 12è (GSI)                | Davide Rebellin (3r)                           |
| 2002      | 20è (GSII)               | Fausto Dotti (426è)                            |
| 2003      | 24è (GSII)               | Gianluca Tonetti (464è)                        |
| 2004      | 17è (GSII)               | Oscar Pozzi (545è)                             |

UCI Àsia Tour
| Temporada | Classificació per equips | Millor ciclista en la classificació individual |
| --------- | ------------------------ | ---------------------------------------------- |
| 2007      | 43è                      | Gabriele Bosisio (173è)                        |

UCI Europa Tour
| Temporada | Classificació per equips | Millor ciclista en la classificació individual |
| --------- | ------------------------ | ---------------------------------------------- |
| 2005      | 43è                      | Ruslan Pidgornyy (150è)                        |
| 2006      | 11è                      | Ruslan Pidgornyy (10è)                         |
| 2007      | 8è                       | Gabriele Bosisio (29è)                         |

UCI Oceania Tour
| Temporada | Classificació per equips | Millor ciclista en la classificació individual |
| --------- | ------------------------ | ---------------------------------------------- |
| 2005      | 7è                       | David McPartland (8è)                          |